# Joseph F. Fraumeni

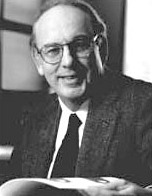
Joseph F. Fraumeni

Joseph Francis Fraumeni Jr. (* 1. April 1933 in Boston) ist ein US-amerikanischer Krebsforscher und Epidemiologe am National Cancer Institute, der unter anderem für die Beschreibung des Li-Fraumeni-Syndroms (gemeinsam mit Frederick P. Li) bekannt ist.

## Leben und Wirken
Fraumeni erwarb am Harvard College einen Bachelor und an der Duke University einen M.D. als Abschluss des Medizinstudiums. Seine Zeit als Assistenzarzt absolvierte er am Johns Hopkins Hospital und dem Memorial Sloan-Kettering Cancer Center. 1962 wechselte er an die Abteilung für Epidemiologie des National Cancer Institute (NCI), einer Einrichtung der National Institutes of Health mit Sitz in Bethesda, Maryland. Von einer Zusatzausbildung an der Harvard School of Public Health abgesehen, wo er 1965 einen Master erwarb, blieb Fraumeni über 50 Jahre am NCI. Hier war er bis 2012 Direktor der Abteilung für Krebsepidemiologie und -genetik und arbeitete zuletzt als Leiter einer Forschungsgruppe (Senior Investigator).
Fraumeni beschäftigt sich mit epidemiologischen Untersuchungen von Populationen und Familien, um umweltbedingte beziehungsweise genetisch bedingte Ursachen von Krebs zu identifizieren. Mittels computerunterstützter Karten der Vereinigten Staaten auf Ebene der Countys bezüglich ihrer Krebs-Mortalität konnten Fraumeni und Mitarbeiter Hochrisiko-Populationen für bestimmte Krebsformen entdecken und erforschen. So ließen sich neue Erkenntnisse über Risikofaktoren im Bereich des Lebensstils und anderer Umweltbedingungen gewinnen, zum Beispiel zur Beziehung zwischen Smokeless Tobacco und Mundhöhlenkarzinom oder zwischen Asbest oder Arsen und Lungenkrebs.
Fraumeni untersuchte und definierte genetische Prädispositionen für familiär gehäufte Krebsfälle, darunter gemeinsam mit Frederick P. Li das Li-Fraumeni-Syndrom (1969), oder Syndrome aus Fehlbildungen und Krebs, darunter gemeinsam mit Robert W. Miller das WAGR-Syndrom (1964).
Jüngere Arbeiten kombinieren epidemiologische und molekularbiologische Ansätze, um die Beziehungen zwischen krebsbegünstigenden Genen und Umweltbedingungen bezüglich der Krebsentstehung zu beschreiben.

## Auszeichnungen (Auswahl)
- 1992 Fellow der American Association for the Advancement of Science
- 1995 Charles S. Mott Prize[1]
- 2002 Mitglied der National Academy of Sciences[2]
- 2009 AACR Award for Lifetime Achievement in Cancer Research[3]
- 2011 Mitglied der American Academy of Arts and Sciences[4]